# Arturo Merino Benítez internationella flygplats
Arturo Merino Benítez internationella flygplats (spanska: Aeropuerto Internacional Comodoro Arturo Merino Benítez, alternativt Aeropuerto de Santiago) är Santiago de Chiles internationella flygplats och Chiles största och viktigaste. Flygplatsen ligger i kommunen Pudahuel nordväst om Santiago, och har förbindelser med städer i Amerika, Europa samt Oceanien.

## Tidiga år
Den äldsta terminalbyggnaden, första banan 17L/35R, kontrolltornet och frakthanteringsanläggningar byggdes mellan 1961 och 1967. Flygplatsen öppnades officiellt den 2 februari 1967. Anläggningen kallades ursprungligen för Aeropuerto Internacional de Pudahuel på grund av sitt läge i kommunen och ersatte Aeropuerto Cerrillos (ICAO: SCTI; IATA: ULC) på grund av ökat resande och behovet av längre, uppgraderade landningsbanor och terminaler för att kunna ta emot större flyg.
Det nuvarande namnet på flygplatsen gavs den 19 mars 1980 för att hedra det chilenska flygvapnets och LAN Chiles grundare, överbefälhavare Arturo Merino Benítez. Den 3 mars 1985 drabbades Santiago av en kraftig jordbävning där flygplatsen fick en del strukturella skador, däribland ett rasat innertak. De största materiella skadorna kom dock under sviterna av jordbävningen utanför Chile 2010, då flera innertak och gater kollapsade.

## Utrikesdestinationer
- Aerolíneas Argentinas (Buenos Aires-Ezeiza)
- Aeroméxico (Mexico City)
- Air Canada (Buenos Aires-Ezeiza, Toronto-Pearson)
- Air France-KLM (Paris-Charles de Gaulle)
- American Airlines (Dallas/Fort Worth, Miami)
- Avianca (Bogotá)
- Copa Airlines (Panama City)
- Delta Air Lines (Atlanta)
- Gol Líneas Aéreas (Brasília, Buenos Aires-Ezeiza, Curitiba, Florianópolis, Fortaleza, Macéio, Manaus, Porto Alegre, Recife, Rio do Janeiro, Salvador, São Paulo-Guarulhos)
- Iberia (Madrid-Barajas)
- LAN Airlines (Auckland, Bogotá, Buenos Aires-Ezeiza, Cancún, Caracas, Córdoba, Frankfurt, Guayaquil, Havanna, La Paz, Lima, Los Angeles, Madrid-Barajas, Mendoza, Mexico City, Miami, Montevideo, Mount Pleasant, New York-JFK, Paris-De Gaulle, Papeete, Punta Cana, Quito, Rio de Janeiro-Galeão, Rosario, Salvador, Santa Cruz de la Sierra, São Paulo-Guarulhos, Sydney-Kingsford Smith)
- LAN Express (Rio de Janeiro-Galeão, São Paulo-Guarulhos, San Carlos de Bariloche)
- Pluna (Montevideo)
- Sky Airline (Buenos Aires-Ezeiza, Montevideo)
- TACA (Lima, San José (CR))
- TACA Perú (Lima)
- TAM Airlines (Rio de Janeiro-Galeão, São Paulo-Guarulhos)
- TAM Mercosur (Asunción)

## Inrikesdestinationer
- LAN Airlines (Antofagasta, Balmaceda, El Salvador (Chile), Hanga Roa (Påskön), Iquique, Puerto Montt, Punta Arenas, Temuco)
- LAN Express (Antofagasta, Arica, Balmaceda, Calama, Concepción, Copiapo, El Salvador (Chile), Iquique, La Serena, Osorno, Pucón, Puerto Montt, Punta Arenas, Valdivia)
- Aerolíneas del Sur (Iquique, Antofagasta, Calama, Puerto Montt, Punta Arenas)
- Sky Airline (Antofagasta, Arica, Balmaceda, Calama, Concepción, Iquique, Pucon, Puerto Montt, Punta Arenas, Temuco)

## Flygbolag som trafikerat SCL
- British Airways (London-Heathrow, São Paulo-Guarulhos, Buenos Aires-Ezeiza) (codeshare med LAN och Iberia)
- Lufthansa (Frankfurt, São Paulo-Guarulhos, Buenos Aires-Ezeiza) (codeshare med TAM Airlines)
- Alitalia (Rom-Fiumicino)
- KLM (Amsterdam, São Paulo-Guarulhos, Paramaribo) (sammanslagning till Air France-KLM 2004)
- Varig (São Paulo-Guarulhos, Rio de Janeiro-Galeão) (i konkurs 2007)
- SAS (Stockholm-Arlanda, Köpenhamn-Kastrup, São Paulo-Guarulhos) (codeshare med TAM Airlines)
- Swiss International Airlines (Zurich-Kloten, São Paulo-Guarulhos) (codeshare med TAM Airlines)
- Aeroflot (Moskva-Sjeremetevo, Shannon, Miami)
- Air Madrid (Madrid-Barajas) (i konkurs 2006)

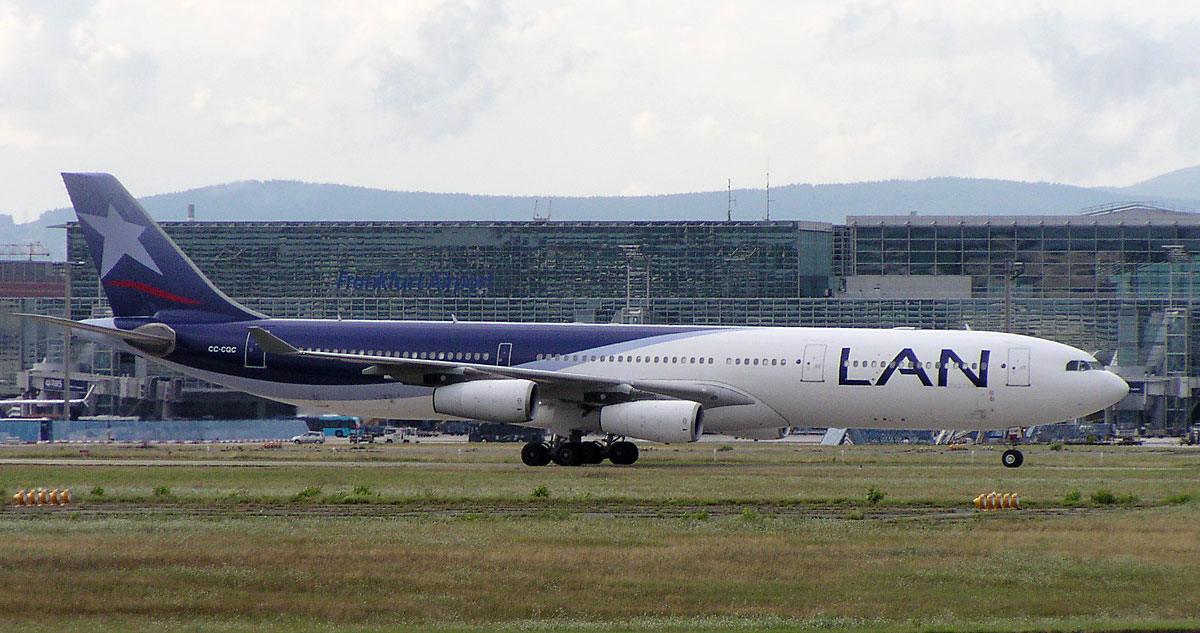
Airbus A340
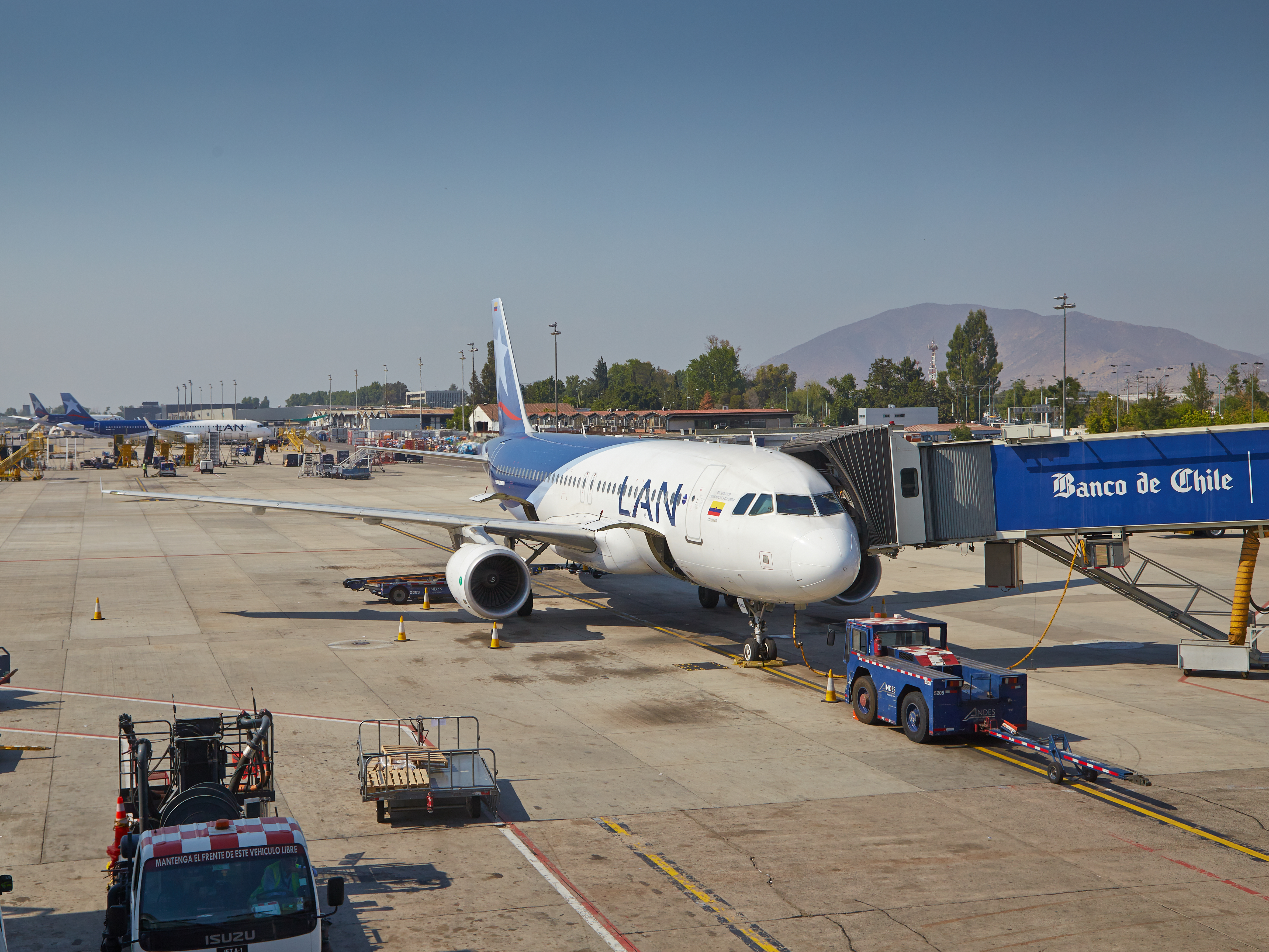
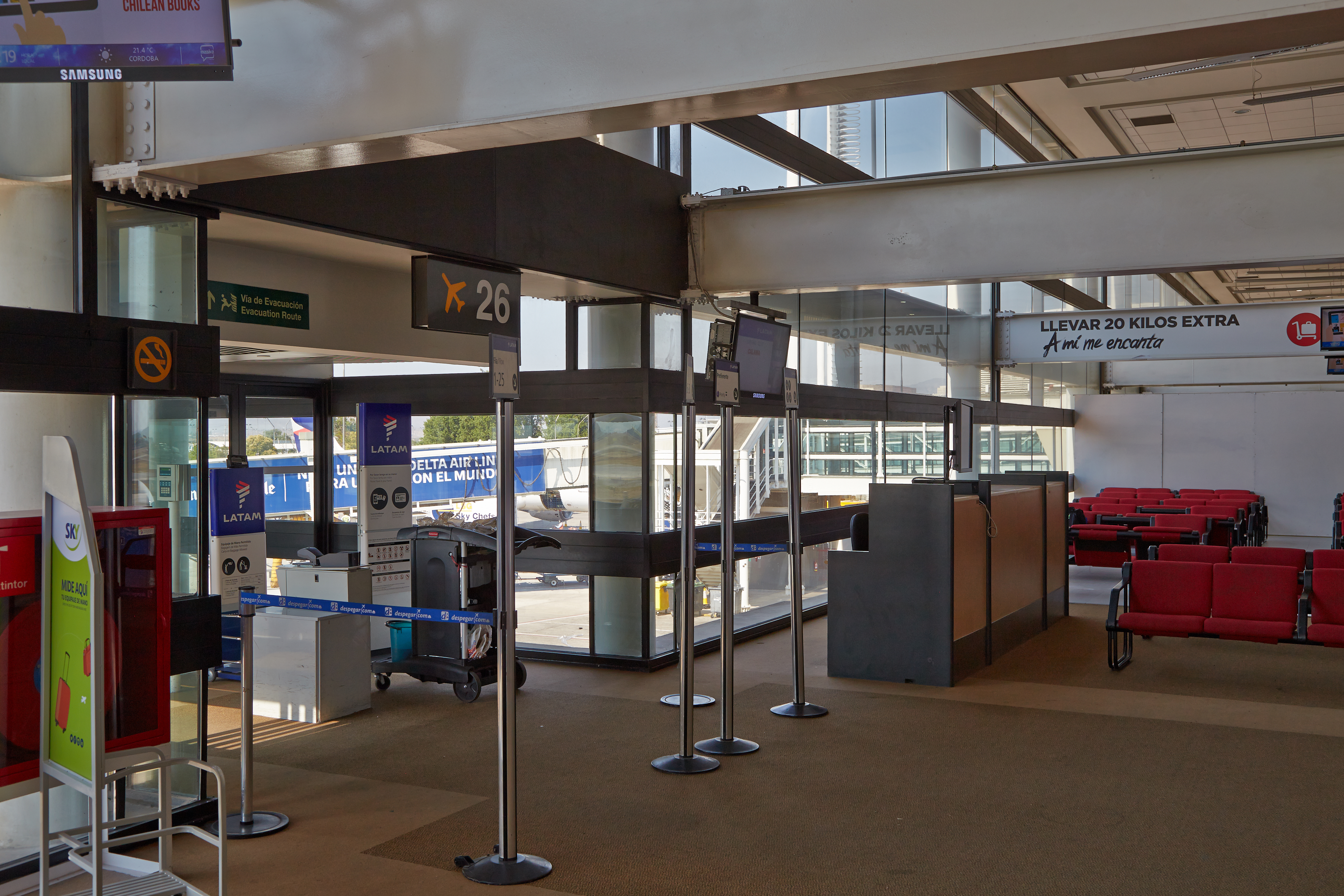